# ジヒドロストレプトマイシン
ジヒドロストレプトマイシン（英：Dihydrostreptomycin）は抗菌作用を持つストレプトマイシンの誘導体である。結核の治療に使用される半合成アミノグリコシド系抗生物質である。
細胞膜を通過して活発に輸送された後、細菌の30SリボソームサブユニットのS12タンパク質と不可逆的に結合することにより、mRNAと細菌のリボソームとの翻訳開始複合体を阻害する。不完全な合成による機能しないタンパク質が細菌細胞の死をもたらす。
中毒性難聴を引き起こすため 、ヒトではもはや使われていない。

## 関連記事
- 翻訳 (生物学)